# Mirzes del Badakhxan
La dinastia dels mirzes de Badakhxan fou una nissaga local d'origen timúrida que va governar per més d'un segle al Badakhxan.
L'ancestre de la família fou Abu-Saïd ibn Muhàmmad ibn Miran-Xah ibn Tamerlà, besnet de Tamerlà. El seu fill Abu Bakr Mirza fou governador del Badakhxan (1458-1469). El va succeir el seu germà Sultan Mahmud Mirza d'Hisar (que va governar també a Samarcanda del 1494 al 1495) i a aquest el seu fill Baysunkur Mirza (Baysunghur Mirza). El poder suprem corresponia al su germà Sultan Masud Mirza de Samarcanda, però aquest va perdre el poder el 1497 davant Baber que al seu torn es va haver de retirar i va agafar el control Ali Sultan Mirza, germà de Baysunkur i de Masud fins a la seva deposició i assassinat per l'uzbek Abu l-Fath Muhammad Shaybani Khan.
Des del temps de Baysunkur el poder a Kunduz estava en mans del seu beg, Khusraw Shah que el 1499 va matar a Baysunkur i es va apoderar del seu domini exercint de facto com a sobirà. El 1504 Abu l-Fath Muhammad Shaybani Khan va conquerir el país; es va produir una rebel·lió nacional dirigida per Mubarak Shah Muzaffar (1504-1505), amb quarter general a la fortalesa que van anomenar Kala-i Zafar (Fortí de la Victòria); els rebels el febrer de 1505 van portar al tron a Nasir Mirza Miran Shah (1505-1507), germà de Baber, si bé amb Mubarak amb el poder efectiu. Al cap de dos anys, però, a causa de divergències amb els caps rebels, fou expulsat del tron. Mubarak i el seu lloctinent Zubayr Raghi van agafar el poder però el primer fou assassinat per Zubayr Raghi que va quedar sol. Llavors, el 1508, Sultan Ways Mirza (conegut com a Mirza Khan), fill de Sultan Mahmud Mirza, que vivia a Taixkent, es va presentar al país (amb consentiment de Bàber) i fou rebut a Kala-i Zafar. Zubayr Raghi s'oposava a reconèixer a Ways Mirza com a sobirà, i fou assassinat; però llavors van entrar al país els ismaïlites de Kuhistan, dirigits per Radi al-Din, i es van apoderar de la major part del país fins que a la primavera del 1509, Radi al-Din va morir en una batalla i el seu cap portat a Ways Mirza, que era a Kala-i Zafar. Sultan Ways Mirza (germà d'Ali Sultan i de Baysunkur), es va imposar definitivament i va governar fins al 1520.
El va succeir llavors el seu fill infant Sulayman Mirza (nascut el 1514) que es va haver de sotmetre a l'autoritat d'Humayun, nomenat governador, càrrec que va exercir fins al 1529 quan Baber va ordenar alliberar a Sulayman i el va restablir. A la primavera del 1546 Humayun va tornar al Badakhxan, i va guanyar la batalla de Kunduz; el Badakhxan es va sotmetre i Humayun el va cedir al seu germà Mirza Hindal; estant Humayun en aquest territori es va posar malalt a la tardor i el seu germà Mirza Kamran va recuperar Kabul. Humayun va fer tot seguit la pau amb Sulayman Mirza i va retornar a Kabul a l'hivern del 1546 al 1547. El 1547 Badakhxan va ser ocupar per Mirza Kamran amb suport dels uzbeks, però el juny de 1548 Humayun es va dirigir a la regió i Kamran es va sotmetre el 17 d'agost de 1548. Humayun va retornar a Kabul (octubre de 1548) deixant a Sulayman Mirza el Badakhxan. El 1560 aquest senyor de Badakhxan va envair Balkh i en la lluita va morir el seu fill i presumpte hereu Ibrahim Mirza.
El 1575 Sulayman va perdre el poder davant el seu net Shah Rukh Mirza (fill d'Ibrahim Mirza) i va fugir a l'Índia i després a la Meca, retornant més tard sent acollit pel seu net. El 1584 Abd Allah II (Abd Allah Khan) sobirà uzbek de Bukharà (1557-1598) es va apoderar del Badakhxan i Shah Rukh i Sulayman Shah van fugir a la cort d'Akbar el Gran; aquest va nomenar a Shah Rukh governador de Malwa i es va destacar en les campanyes del Dècan. Sulayman va morir a Lahore el 1589 i Shah Rukh va morir el 1607. El seu fill Badi al-Zaman Mirza va dirigir una revolta al Badakhxan el 1708 però fou reprimida amb facilitat.

## Genealogia
|  |  |  |  |  |  |  |  |                |                |                |                | Tamerlà                        |                |           |           |           |           |           |           |  |  |                     |                     |                     |                     |                     |                     |  |  |  |  |                                |                                |                                |                                |                                |                                |  |  |  |  |  |  |  |  |  |  |  |  |  |  |
|  |  |  |  |  |  |  |  |                |                |                |                |                                |                |           |           |           |           |           |           |  |  |                     |                     |                     |                     |                     |                     |  |  |  |  |                                |                                |                                |                                |                                |                                |  |  |  |  |  |  |  |  |  |  |  |  |  |  |
|  |  |  |  |  |  |  |  |                |                |                |                | Miran Shah                     |                |           |           |           |           |           |           |  |  |                     |                     |                     |                     |                     |                     |  |  |  |  |                                |                                |                                |                                |                                |                                |  |  |  |  |  |  |  |  |  |  |  |  |  |  |
|  |  |  |  |  |  |  |  |                |                |                |                |                                |                |           |           |           |           |           |           |  |  |                     |                     |                     |                     |                     |                     |  |  |  |  |                                |                                |                                |                                |                                |                                |  |  |  |  |  |  |  |  |  |  |  |  |  |  |
|  |  |  |  |  |  |  |  |                |                |                |                | Sultan Muhammad Mirza          |                |           |           |           |           |           |           |  |  |                     |                     |                     |                     |                     |                     |  |  |  |  |                                |                                |                                |                                |                                |                                |  |  |  |  |  |  |  |  |  |  |  |  |  |  |
|  |  |  |  |  |  |  |  |                |                |                |                |                                |                |           |           |           |           |           |           |  |  |                     |                     |                     |                     |                     |                     |  |  |  |  |                                |                                |                                |                                |                                |                                |  |  |  |  |  |  |  |  |  |  |  |  |  |  |
|  |  |  |  |  |  |  |  |                |                |                |                | Abu Said Sultan Muhammad Mirza |                |           |           |           |           |           |           |  |  |                     |                     |                     |                     |                     |                     |  |  |  |  |                                |                                |                                |                                |                                |                                |  |  |  |  |  |  |  |  |  |  |  |  |  |  |
|  |  |  |  |  |  |  |  |                |                |                |                |                                |                |           |           |           |           |           |           |  |  |                     |                     |                     |                     |                     |                     |  |  |  |  |                                |                                |                                |                                |                                |                                |  |  |  |  |  |  |  |  |  |  |  |  |  |  |
|  |  |  |  |  |  |  |  |                |                |                |                |                                |                |           |           |           |           |           |           |  |  |                     |                     |                     |                     |                     |                     |  |  |  |  |                                |                                |                                |                                |                                |                                |  |  |  |  |  |  |  |  |  |  |  |  |  |  |
|  |  |  |  |  |  |  |  | Abu Bakr Mirza | Abu Bakr Mirza | Abu Bakr Mirza | Abu Bakr Mirza | Abu Bakr Mirza                 | Abu Bakr Mirza |           |           |           |           |           |           |  |  | Mahmud Sultan Mirza | Mahmud Sultan Mirza | Mahmud Sultan Mirza | Mahmud Sultan Mirza | Mahmud Sultan Mirza | Mahmud Sultan Mirza |  |  |  |  |                                |                                |                                |                                |                                |                                |  |  |  |  |  |  |  |  |  |  |  |  |  |  |
|  |  |  |  |  |  |  |  | Abu Bakr Mirza | Abu Bakr Mirza | Abu Bakr Mirza | Abu Bakr Mirza | Abu Bakr Mirza                 | Abu Bakr Mirza |           |           |           |           |           |           |  |  | Mahmud Sultan Mirza | Mahmud Sultan Mirza | Mahmud Sultan Mirza | Mahmud Sultan Mirza | Mahmud Sultan Mirza | Mahmud Sultan Mirza |  |  |  |  |                                |                                |                                |                                |                                |                                |  |  |  |  |  |  |  |  |  |  |  |  |  |  |
|  |  |  |  |  |  |  |  |                |                |                |                |                                |                |           |           |           |           |           |           |  |  |                     |                     |                     |                     |                     |                     |  |  |  |  |                                |                                |                                |                                |                                |                                |  |  |  |  |  |  |  |  |  |  |  |  |  |  |
|  |  |  |  |  |  |  |  |                |                |                |                |                                |                | Baysunkur | Baysunkur | Baysunkur | Baysunkur | Baysunkur | Baysunkur |  |  | Ali Sultan Mirza    | Ali Sultan Mirza    | Ali Sultan Mirza    | Ali Sultan Mirza    | Ali Sultan Mirza    | Ali Sultan Mirza    |  |  |  |  | Khan Mirza (Sultan Ways Mirza) | Khan Mirza (Sultan Ways Mirza) | Khan Mirza (Sultan Ways Mirza) | Khan Mirza (Sultan Ways Mirza) | Khan Mirza (Sultan Ways Mirza) | Khan Mirza (Sultan Ways Mirza) |  |  |  |  |  |  |  |  |  |  |  |  |  |  |
|  |  |  |  |  |  |  |  |                |                |                |                |                                |                | Baysunkur | Baysunkur | Baysunkur | Baysunkur | Baysunkur | Baysunkur |  |  | Ali Sultan Mirza    | Ali Sultan Mirza    | Ali Sultan Mirza    | Ali Sultan Mirza    | Ali Sultan Mirza    | Ali Sultan Mirza    |  |  |  |  | Khan Mirza (Sultan Ways Mirza) | Khan Mirza (Sultan Ways Mirza) | Khan Mirza (Sultan Ways Mirza) | Khan Mirza (Sultan Ways Mirza) | Khan Mirza (Sultan Ways Mirza) | Khan Mirza (Sultan Ways Mirza) |  |  |  |  |  |  |  |  |  |  |  |  |  |  |
|  |  |  |  |  |  |  |  |                |                |                |                |                                |                |           |           |           |           |           |           |  |  | Sulayman Mirza      |                     |                     |                     |                     |                     |  |  |  |  |                                |                                |                                |                                |                                |                                |  |  |  |  |  |  |  |  |  |  |  |  |  |  |
|  |  |  |  |  |  |  |  |                |                |                |                |                                |                |           |           |           |           |           |           |  |  |                     |                     |                     |                     |                     |                     |  |  |  |  |                                |                                |                                |                                |                                |                                |  |  |  |  |  |  |  |  |  |  |  |  |  |  |
|  |  |  |  |  |  |  |  |                |                |                |                |                                |                |           |           |           |           |           |           |  |  | Ibrahim Mirza       |                     |                     |                     |                     |                     |  |  |  |  |                                |                                |                                |                                |                                |                                |  |  |  |  |  |  |  |  |  |  |  |  |  |  |
|  |  |  |  |  |  |  |  |                |                |                |                |                                |                |           |           |           |           |           |           |  |  |                     |                     |                     |                     |                     |                     |  |  |  |  |                                |                                |                                |                                |                                |                                |  |  |  |  |  |  |  |  |  |  |  |  |  |  |
|  |  |  |  |  |  |  |  |                |                |                |                |                                |                |           |           |           |           |           |           |  |  | Shah Rurkh Mirza    |                     |                     |                     |                     |                     |  |  |  |  |                                |                                |                                |                                |                                |                                |  |  |  |  |  |  |  |  |  |  |  |  |  |  |
|  |  |  |  |  |  |  |  |                |                |                |                |                                |                |           |           |           |           |           |           |  |  |                     |                     |                     |                     |                     |                     |  |  |  |  |                                |                                |                                |                                |                                |                                |  |  |  |  |  |  |  |  |  |  |  |  |  |  |
|  |  |  |  |  |  |  |  |                |                |                |                |                                |                |           |           |           |           |           |           |  |  | Badi al-Zaman Mirza |                     |                     |                     |                     |                     |  |  |  |  |                                |                                |                                |                                |                                |                                |  |  |  |  |  |  |  |  |  |  |  |  |  |  |